# Euphorbia holmesiae
Euphorbia holmesiae är en törelväxtart som beskrevs av John Jacob Lavranos. Euphorbia holmesiae ingår i släktet törlar, och familjen törelväxter.
Artens utbredningsområde är Somalia. Inga underarter finns listade i Catalogue of Life.